# Oleksandr Poroschnjuk
Oleksandr Mykolajowytsch Poroschnjuk (ukrainisch Олександр Миколайович Порожнюк, russisch Александр Николаевич Порожнюк Alexander Nikolajewitsch Poroschnjuk; * 1947 in der Georgischen SSR) ist ein ukrainischer Bildhauer.

## Leben
1961 kam Poroschnjuk mit seinen Eltern in die Ukraine. 1965–1970 studierte er am Lemberger Institut für Angewandte und Dekorative Kunst bei Dmitri Petrowitsch Krwawitsch. Von 1970 bis 2014 lebte und arbeitete Poroschnjuk in Donezk.
Poroschnjuk schuf in Donezk das Denkmal für die Befreier des Donbass im Komsomol-Park (1984 mit dem Bildhauer Juri Iwanowitsch Baldin, den Architekten Wladimir Petrowitsch Kischkan und Michail Jakowlewitsch Ksenewitsch und dem Ingenieur Jefim Leonidowitsch Raigorodezki), das Denkmal für die während der Sowjetischen Intervention in Afghanistan Gefallenen der Oblast Donezk im Komsomol-Park (1996 mit dem Architekten J. M. Temkin), das Denkmal für die Mitarbeiter der Organe des Innenministeriums (1998 mit dem Architekten J. P. Oleinik), die Themis-Statue im Oblastschiedsgericht (1999), das Denkmal für die Opfer der Stalinschen Säuberungen in den Massengräbern auf dem Rukentschow-Feld (2005 mit dem Architekten Wladimir Butschek), den Grafik-Zyklus zum Holocaust (2007), das Alexander Jaroslawitsch Newski-Reiterstandbild am Jewropeiski-Verwaltungszentrum (2010), die Jesus-Statue vor der römisch-katholischen Josefskirche (2011) und Porträtskulpturen von Alexander Sergejewitsch Puschkin, Taras Schewtschenko, Nikolai Wassiljewitsch Gogol, Marina Iwanowna Zwetajewa, Gabriel García Márquez, Sergei Sergejewitsch Prokofjew, Ludwig van Beethoven, Wladimir Semjonowitsch Wyssozki und anderen. Poroschnjuks Projekt eines Denkmals für Anatoli Solowjanenko wurde nicht genehmigt und stattdessen Alexander Mitrofanowitsch Skorych beauftragt. Bei dem Wettbewerb für ein Denkmal für Sergei Alexandrowitsch Jessenin erhielt er den dritten Preis (2011–2012).
Nach der Besetzung des Donbass 2014 verließ er mit seiner Familie Donezk. 2016 zogen sie auf persönliche Einladung eines katholischen Priesters nach Polen und leben seitdem im Dorf Zielona, Masowien.

## Werke

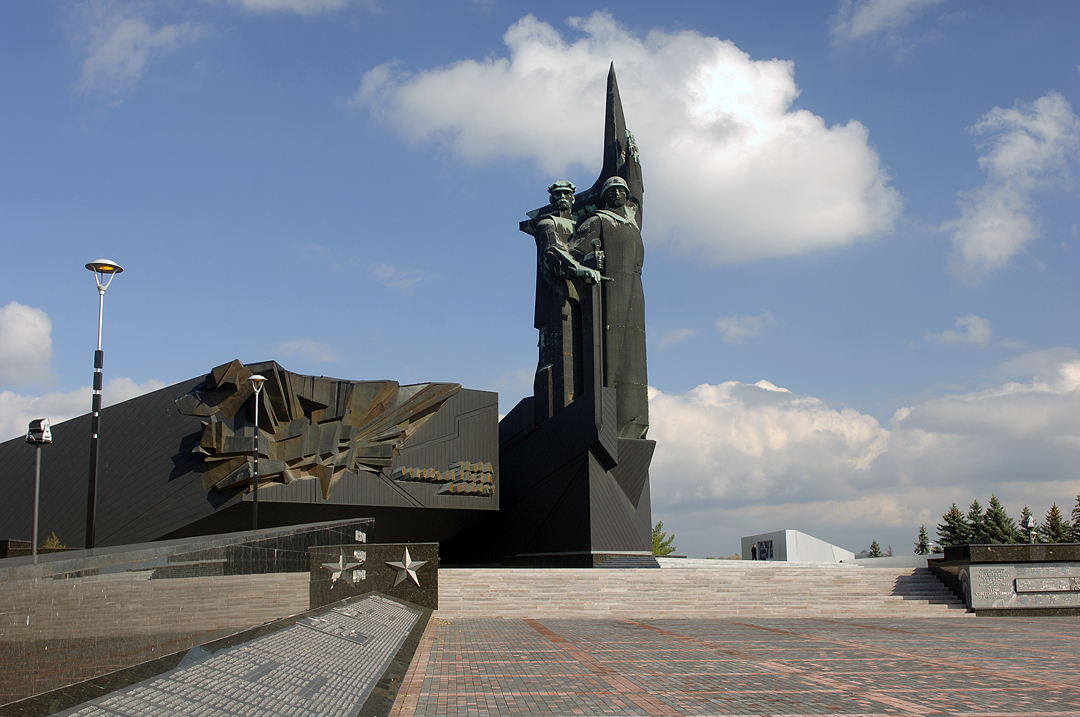
Denkmal für die Befreier des Donbass im Komsomol-Park
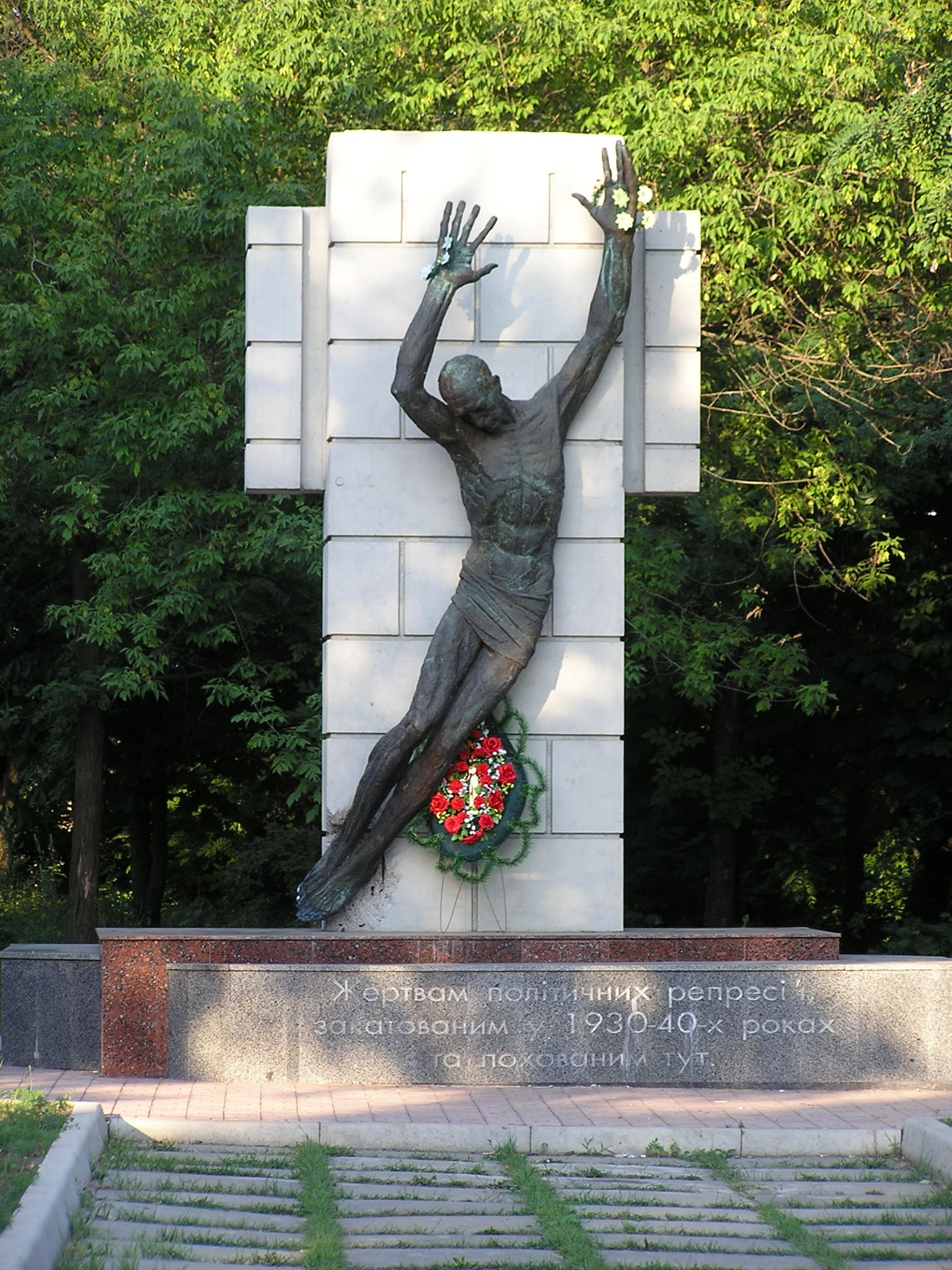
Denkmal der Opfer der Stalinschen Säuberungen auf dem Rukentschow-Feld
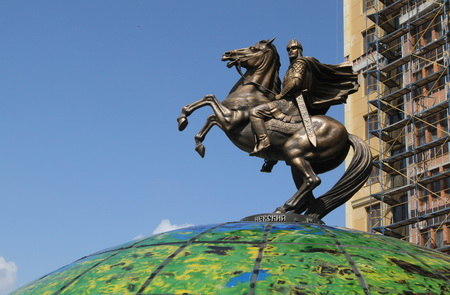
Alexander-Newski-Reiterstandbild am Jewropeiski-Verwaltungszentrum
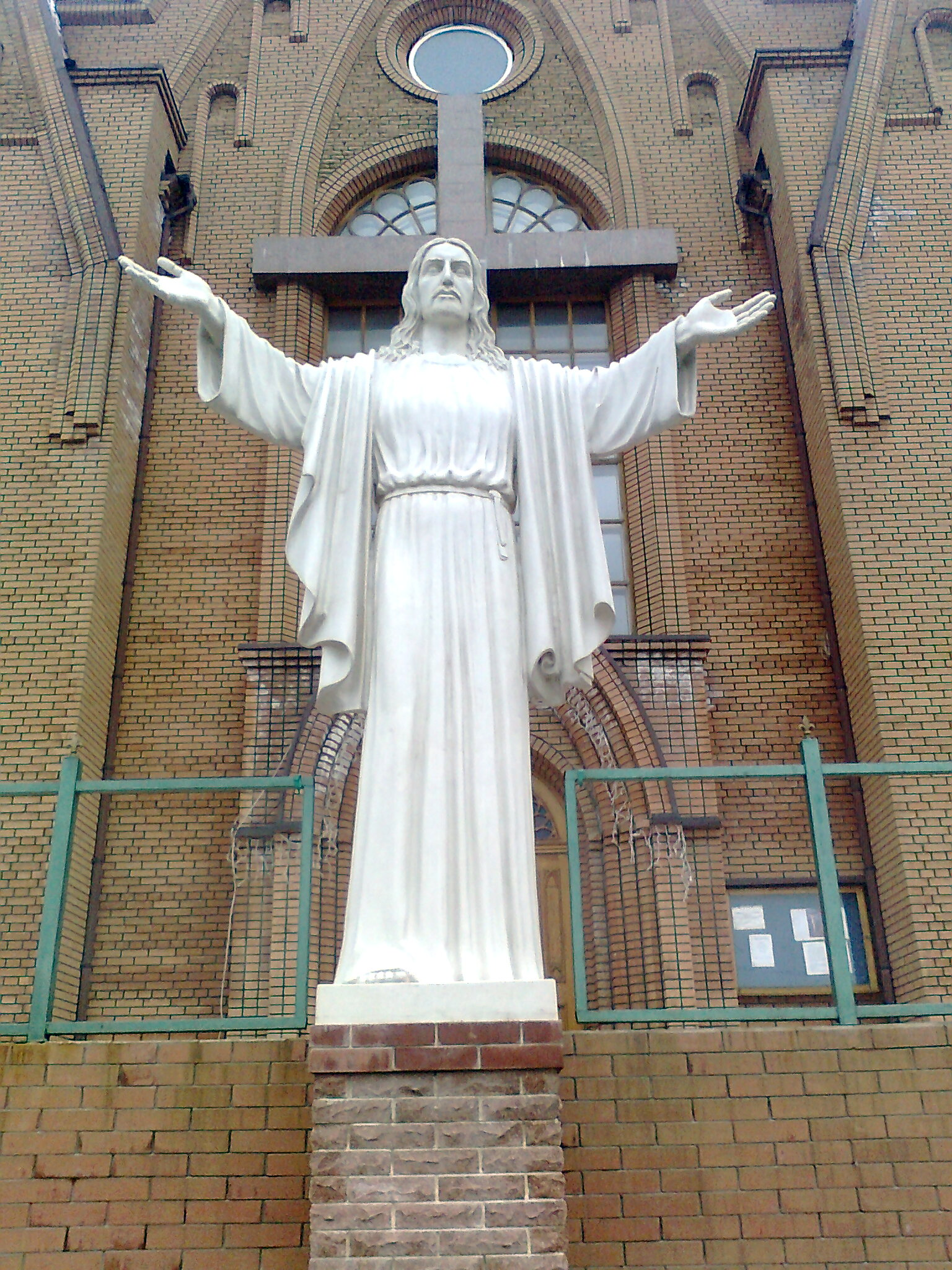
Jesus-Statue vor der katholischen Josefskirche
Mädchen mit Krug im Schtscherbakowa-Park